# 三昌工業
三昌工業株式会社（さんしょうこうぎょう）は、東京都世田谷区に本社を置く工業用ゴム製品（自動車・航空機・船舶・電気機器）を製造、販売している部品メーカー。

## 概要
自動車、船舶、冷凍機、電気機器及び一般産業機械に使用される、Oリング、オイルシール、工業用ゴム製品の生産、販売を行っている。

国内4工場、中国1工場、インドネシア1工場を生産拠点を構え、それぞれの工場の特質を生かし生産を行っている。特に自動車部品においては、Oリングはもとよりエアーエレメント、オイルエレメント用のパッキンに定評がある。インサート成形やパイプカット成形品など多種の製法がある。近年では、TPUエラストマー等のプラスチック部品、看護教育や潜在看護師の復職支援のための採血練習キット「センシティブ（sensitiv)」の販売、温泉に含まれるミネラル成分配合のマルチクリーナー「ソウジスキー」、健康有害性や臭気が懸念されるエタノールや塩素系成分を含まない食品添加物成分のみで作られたアルカリ性除菌剤「ジョキンスキー」の製造販売も行っている。近年のコロナ禍により「ジョキンスキー」が大変注目されている。

主に使用する合成ゴムとしては、ニトリルゴム（NBR)、エチレンプロピレンゴム（EPM.EPDM)、クロロプレンゴム（CR）、シリコーンゴム（Q）、スチレンブタジエンゴム（SBR）、フッ素ゴム（FKM）、アクリルゴム（ACM）、ウレタンゴム（U）などがあり、その製品用途により使用ゴムの選定を行う。

## 沿革
- 1955年 - 東京都世田谷区に、株式会社セタガヤ護謨を資本金125万円で設立し、三菱電機株式会社世田谷工場の協力会社として発足
- 1959年 - 神奈川県茅ヶ崎市小和田に湘南ゴム工業株式会社を資本金1千万で設立し、主としてキーパー株式会社の協力工場として発足
- 1965年 - 神奈川県相模原市橋本に相模原工場を設立
- 1966年 - 商号を「三昌工業株式会社」とする
- 1967年 - 資本金を1千万円に増資
- 1972年 - 静岡県小笠郡浜岡町池新田に静岡浜岡工場を設立
- 1975年 - 1千5百万の増資を行い、資本金2千5百万円とする
- 1977年 - 海外輸出事業会社として、株式会社オートパーツを設立
- 1985年 - 東京都世田谷区に本社を移転2千5百万円の増資を行い、資本金5千万円とする
- 1991年 - 静岡県小笠郡浜岡町佐倉に静岡佐倉工場を設立
- 1994年 - 中国北京市懐柔区に日中合資、北京三昌橡膠製品有限公司を設立
- 2004年 - 静岡浜岡工場を静岡第一工場、静岡佐倉工場を静岡第二工場と工場名称を変更
- 2007年 - 三昌工業株式会社と湘南ゴム工業株式会社の合併に伴い湘南ゴム工業株式会社を三昌工業株式会社湘南工場とする
- 2014年 - 三昌工業株式会社とPT.Duta Nichirindo Pratamaとの合併により、インドネシア・ジャカルタ郊外タンゲラン県にインドネシア工場（PT. SANSHO RUBBER INDONESIA)を設立
- 2019年 - 河北省承徳市に「北京三昌橡膠製品有限公司」を移転、移転に伴い名称を「承徳三昌科技有限公司」に変更
- 2019年 - 「PT. SANSHO RUBBER INDONESIA」の新社屋を同インドネシア・タンゲラン市に設立

## 所在地
- 本社 - 東京都世田谷区上馬
- 相模原工場 - 神奈川県相模原市緑区橋本台
- 湘南工場 - 神奈川県茅ヶ崎市小和田
- 静岡第一工場 - 静岡県御前崎市池新田
- 静岡第二工場 - 静岡県御前崎市佐倉
- 承徳三昌 - 中国河北省承徳市
- インドネシア工場 - インドネシアバンテン州タンゲラン県

## 関連企業
- オートパーツ